# Territoriale indeling van Tocantins

Tocantins

De Braziliaanse deelstaat Tocantins is ingedeeld in 2 mesoregio's, 8 microregio's en 139 gemeenten.

## Ocidental do Tocantins (mesoregio)
5 microregio's, 93 gemeenten

### Araguaína (microregio)
17 gemeenten:
Aragominas -
Araguaína -
Araguanã -
Arapoema -
Babaçulândia -
Bandeirantes do Tocantins -
Carmolândia -
Colinas do Tocantins -
Filadélfia -
Muricilândia -
Nova Olinda -
Palmeirante -
Pau-d'Arco -
Piraquê -
Santa Fé do Araguaia -
Wanderlândia -
Xambioá

### Bico do Papagaio (microregio)
25 gemeenten:
Aguiarnópolis -
Ananás -
Angico -
Araguatins -
Augustinópolis -
Axixá do Tocantins -
Buriti do Tocantins -
Cachoeirinha -
Carrasco Bonito -
Darcinópolis -
Esperantina -
Itaguatins -
Luzinópolis -
Maurilândia do Tocantins -
Nazaré -
Palmeiras do Tocantins -
Praia Norte -
Riachinho -
Sampaio -
Santa Terezinha do Tocantins -
São Bento do Tocantins -
São Miguel do Tocantins -
São Sebastião do Tocantins -
Sítio Novo do Tocantins -
Tocantinópolis

### Gurupi (Tocantins)
14 gemeenten:
Aliança do Tocantins -
Alvorada -
Brejinho de Nazaré -
Cariri do Tocantins -
Crixás do Tocantins -
Figueirópolis -
Gurupi -
Jaú do Tocantins -
Palmeirópolis -
Peixe -
Santa Rita do Tocantins -
São Salvador do Tocantins -
Sucupira -
Talismã

### Miracema do Tocantins (microregio)
24 gemeenten:
Abreulândia -
Araguacema -
Barrolândia -
Bernardo Sayão -
Brasilândia do Tocantins -
Caseara -
Colméia -
Couto de Magalhães -
Divinópolis do Tocantins -
Dois Irmãos do Tocantins -
Fortaleza do Tabocão -
Goianorte -
Guaraí -
Itaporã do Tocantins -
Juarina -
Marianópolis do Tocantins -
Miracema do Tocantins -
Miranorte -
Monte Santo do Tocantins -
Pequizeiro -
Presidente Kennedy -
Rio dos Bois -
Tupirama -
Tupiratins

### Rio Formoso (microregio)
13 gemeenten:
Araguaçu -
Chapada de Areia -
Cristalândia -
Dueré -
Fátima -
Formoso do Araguaia -
Lagoa da Confusão -
Nova Rosalândia -
Oliveira de Fátima -
Paraíso do Tocantins -
Pium -
Pugmil -
Sandolândia

## Oriental do Tocantins (mesoregio)
5 microregio's, 46 gemeenten

### Dianópolis (microregio)
20 gemeenten:
Almas -
Arraias -
Aurora do Tocantins -
Chapada da Natividade -
Combinado -
Conceição do Tocantins -
Dianópolis -
Lavandeira -
Natividade -
Novo Alegre -
Novo Jardim -
Paranã -
Pindorama do Tocantins -
Ponte Alta do Bom Jesus -
Porto Alegre do Tocantins -
Rio da Conceição -
Santa Rosa do Tocantins -
São Valério da Natividade -
Taguatinga -
Taipas do Tocantins

### Jalapão (microregio)
15 gemeenten:
Barra do Ouro -
Campos Lindos -
Centenário -
Goiatins -
Itacajá -
Itapiratins -
Lagoa do Tocantins -
Lizarda -
Mateiros -
Novo Acordo -
Ponte Alta do Tocantins -
Recursolândia -
Rio Sono -
Santa Tereza do Tocantins -
São Félix do Tocantins

### Porto Nacional (microregio)
11 gemeenten:
Aparecida do Rio Negro -
Bom Jesus do Tocantins -
Ipueiras -
Lajeado -
Monte do Carmo -
Palmas -
Pedro Afonso -
Porto Nacional -
Santa Maria do Tocantins -
Silvanópolis -
Tocantínia
Acre · Alagoas · Amapá · Amazonas · Bahia · Ceará · Espírito Santo · Federaal District · Goiás · Maranhão · Mato Grosso · Mato Grosso do Sul · Minas Gerais · Pará · Paraíba · Paraná · Pernambuco · Piauí · Rio de Janeiro · Rio Grande do Norte · Rio Grande do Sul · Rondônia · Roraima · Santa Catarina · São Paulo · Sergipe · Tocantins